# Източногерманска марка
Вижте пояснителната страница за други значения на марка.
Източногерманската марка е валутата на Германската демократична република. Тя е вътрешна неконвертируема валута, вносът и износът ѝ е бил забраняван и глобяван. Дели се на 100 пфенига

## История
След Втората световна война Германия е победена от съюзниците и е разделена на четири окупационни зони: американска, британска, френска и съветска. В западните зони на 20 юни 1948 г. едностранно е въведена западногерманската марка. В отговор на 24 юни 1948 г. в съветската зона е създадена собствена парична единица. Германската марка на съветската зона е преименувана на Източногерманска марка през 1974 до 1990 г. На 20 юни 1948 г. германската марка е пусната в обръщение в западните окупационни зони на Германия, за да замени Райхсмарката. Обезценяването на Райхмарките продължава в съветската окупационна зона на Германия, където те все още са законно платежно средство. Това довежда до бърза инфлация: всички пари в обръщение в Източна Германия се обезценяват за почти една нощ. Като спешен отговор, на 23 юни 1948 г. старите райхмарки са разменени за нови – същите Райхмарки, но със стикер с емблемата на съветските власти. По време на паричната реформа, която започва на 24 юли 1948 г., само тези банкноти с печат са били приемани за обмен на марки на германската емитираща банка.

### Парична реформа
След конституционните реформи от 1968 и 1974 г. ръководството на ГДР се отдалечава все по-далеч от първоначалната цел за създаване на обединена Германия и заменя на много места думата „Германия“ с „ГДР“. По този начин името на германската марка се променя на марка на ГДР, а германската емитираща банка става държавна банка на ГДР. Като част от паричната реформа през 1964 г. германската марка е преименувана на Марка на Германската емитираща банка. Преходът от германската марка към марка на германската емисионна банка е политически мотивиран. Старите банкнотите подлежат на размяна. Така голямото количество парични средства, държани от германците от Западен Берлин и Федерална република Германия на 12 декември 1967 г., е последвано от промяната на името. По-късно парите са официално наричани марки на ГДР или просто марки и за да се разграничат от германската марка на Германия, неофициално се наричат „ориенталски марки“. Много монети до 80-те години на 20 век са носели надписа „Deutsche Mark“. Те постепенно са били заменени с идентични монети с надпис „Mark“.

### Падане на стената и валутен съюз
След падането на Берлинската стена в края на 1989 г. търговските марки на ГДР са заменени с германски търговски марки на черния пазар по пазарен курс. Докато официалният курс е 1:1, за известно време курсът на черния пазар достига 10:1, но след това бързо се стабилизира в обхвата от 3:1 до 5:1. След като е взето решение за валутен съюз между ГДР и ФРГ, официалният валутен курс е 3:1. При този курс е разрешено да се обменят пари в двете посоки в клонове на Държавната банка на ГДР без ограничение до 30 юни 1991 г. През първата половина на 1990 г. на пазарите на ГДР с този темп е възможно закупуване на стоки от западен произход за марките на ГДР или ФРГ. От 1 юли 1990 г. единственият официален платежен инструмент на територията на ГДР е германската марка на Германия. Известно време на територията на ГДР продължават да се използват монети с купюри по-малко от една марка поради факта, че първоначално Бундесбанката не може да осигури необходимия брой монети.
След присъединяването на Източна Германия (ГДР) към Западна Германия (ФРГ) на 3 октомври 1990 г. източногерманската марка престава да съществува, като на територията на бившата ГДР тя е заменена от дотогавашната валута на Западна Германия германска марка (DEM).